# Daichi Akiyama
Daichi Akiyama (秋山 大地 Akiyama Daichi?,  nacido el 28 de julio de 1994 en Fujiidera, Osaka) es un futbolista japonés. Juega de centrocampista y su último equipo fue el Nankatsu SC de la Kantō Soccer League de Japón.

## Trayectoria

### Clubes
| Club                           | País  | Año         |
| ------------------------------ | ----- | ----------- |
| Cerezo Osaka                   | Japón | 2012 - 2021 |
| Ehime F.C. (préstamo)          | Japón | 2015        |
| J. League sub-22 (préstamo)    | Japón | 2015        |
| Cerezo Osaka sub-23 (préstamo) | Japón | 2016        |
| Montedio Yamagata (préstamo)   | Japón | 2019        |
| Gainare Tottori (préstamo)     | Japón | 2021        |
| Nankatsu SC                    | Japón | 2022-2025   |

### Selección nacional
| Selección | País  | Año         |
| --------- | ----- | ----------- |
| Sub-17    | Japón | 2010 - 2011 |

## Estadísticas

### Clubes
Actualizado al 26 de julio de 2018.
| Rendimiento de club | Rendimiento de club | Rendimiento de club | Liga     | Liga  | Copa               | Copa               | Copa de la Liga | Copa de la Liga | Total    | Total |
| Año                 | Club                | Liga                | Partidos | Goles | Partidos           | Goles              | Partidos        | Goles           | Partidos | Goles |
| Japón               | Japón               | Japón               | Liga     | Liga  | Copa del Emperador | Copa del Emperador | Copa J. League  | Copa J. League  | Total    | Total |
| ------------------- | ------------------- | ------------------- | -------- | ----- | ------------------ | ------------------ | --------------- | --------------- | -------- | ----- |
| 2013                | Cerezo Osaka        | J1 League           | 0        | 0     | 0                  | 0                  | 0               | 0               | 0        | 0     |
| 2014                | Cerezo Osaka        | J1 League           | 3        | 0     | 2                  | 0                  | 0               | 0               | 5        | 0     |
| 2015                | Cerezo Osaka        | J2 League           | 7        | 0     | 1                  | 0                  | –               | –               | 8        | 0     |
| 2015                | Ehime FC            | J2 League           | 16       | 0     | –                  | –                  | –               | –               | 16       | 0     |
| 2015                | J. League sub-22    | J3 League           | 2        | 0     | –                  | –                  | –               | –               | 2        | 0     |
| 2016                | Cerezo Osaka        | J2 League           | 2        | 0     | 0                  | 0                  | –               | –               | 2        | 0     |
| 2016                | Cerezo Osaka sub-23 | J3 League           | 13       | 0     | –                  | –                  | –               | –               | 13       | 0     |
| 2017                | Cerezo Osaka        | J1 League           | 12       | 0     | 5                  | 0                  | 10              | 1               | 27       | 1     |
| 2018                | Cerezo Osaka        | J1 League           |          |       |                    |                    |                 |                 |          |       |
| Total de carrera    | Total de carrera    | Total de carrera    | 55       | 0     | 8                  | 0                  | 10              | 1               | 73       | 1     |

## Palmarés

### Títulos nacionales
| Título             | Club         | País  | Año  |
| ------------------ | ------------ | ----- | ---- |
| Copa J. League     | Cerezo Osaka | Japón | 2017 |
| Copa del Emperador | Cerezo Osaka | Japón | 2017 |
| Supercopa de Japón | Cerezo Osaka | Japón | 2018 |